# كلوريد الأنتيموان الثلاثي
ثلاثي كلوريد الأنتيموان هو مركب كيميائي له الصيغة SbCl3، ويكون على شكل بلورات طرية، عديمة اللون تتسيل بسهولة لدى تماسه مع الهواء.

## الخواص
- تكون المحاليل المائية من ثلاثي كلوريد الأنتيموان ثابتة إذا كانت مركزة بشكل كبير، فيما عدا ذلك فإن مركب ثلاثي كلوريد الأنتيموان يتحلمه ويترسب أوكسي كلوريد الأنتموان SbOCl الذي يتحول بالنهاية إلى أكسيد الأنتموان الثلاثي.

SbCl3 + H2O → SbOCl + 2HCl
- ينحل بشكل جيد في العديد من المحلات العضوية مثل الأغوال والأسيتون.

## التحضير
يحضر مركب ثلاثي كلوريد الأنتيموان من تفاعل الأنتيموان مع الكلور في حمض كلور الماء المركز، ثم بتبخير المحلول الناتج.
Sb + 3/2Cl2 → SbCl3

## الاستخدامات
يستخدم مركب ثلاثي كلوريد الأنتيموان بشكل رئيسي في تحضير مركبات الأنتيموان الأخرى.

## السلامة
مركب ثلاثي كلوريد الأنتيموان ضار بالصحة.